# Copidosoma nubilosum
Copidosoma nubilosum är en stekelart som beskrevs av Sharkov 1988. Copidosoma nubilosum ingår i släktet Copidosoma och familjen sköldlussteklar. Inga underarter finns listade i Catalogue of Life.